# 2017-es Formula–1 kínai nagydíj
A kínai nagydíj volt a 2017-es Formula–1 világbajnokság második futama, amelyet 2017. április 7. és április 9. között rendeztek meg a kínai Shanghai International Circuiten, Sanghajban.

## Választható keverékek
| Abroncs            | Friss | Használt |
| ------------------ | ----- | -------- |
| Közepes keverék    |       |          |
| Lágy keverék       |       |          |
| Szuperlágy keverék |       |          |
| Átmeneti esőgumi   |       |          |
| Teljes esőgumi     |       |          |

## Szabadedzések

### Első szabadedzés
A kínai nagydíj első szabadedzését április 7-én, pénteken délelőtt (magyar idő szerint hajnali 4:00-kor) tartották. Az esős, ködös időjárási viszonyok miatt a versenyzők csak néhány mért kört tehettek meg.
| helyezés | versenyző          | csapat/motor         | elért idő  | különbség | futott kör |
| -------- | ------------------ | -------------------- | ---------- | --------- | ---------- |
| 1        | Max Verstappen     | Red Bull-TAG Heuer   | 1:50,491   | −         | 4          |
| 2        | Felipe Massa       | Williams-Mercedes    | 1:52,086   | +1,595    | 7          |
| 3        | Lance Stroll       | Williams-Mercedes    | 1:52,507   | +2,016    | 7          |
| 4        | Carlos Sainz Jr.   | Toro Rosso-Renault   | 1:52,840   | +2,349    | 5          |
| 5        | Romain Grosjean    | Haas-Ferrari         | 1:53,039   | +2,548    | 6          |
| 6        | Danyiil Kvjat      | Toro Rosso-Renault   | 1:53,314   | +2,823    | 4          |
| 7        | Fernando Alonso    | McLaren-Honda        | 1:53,520   | +3,029    | 5          |
| 8        | Daniel Ricciardo   | Red Bull-TAG Heuer   | 1:54,038   | +3,547    | 7          |
| 9        | Valtteri Bottas    | Mercedes             | 1:54,664   | +4,173    | 4          |
| 10       | Kevin Magnussen    | Haas-Ferrari         | 1:55,104   | +4,613    | 8          |
| 11       | Nico Hülkenberg    | Renault              | 1:55,608   | +5,117    | 6          |
| 12       | Stoffel Vandoorne  | McLaren-Honda        | 1:57,445   | +6,954    | 4          |
| 13       | Marcus Ericsson    | Sauber-Ferrari       | 2:15,138   | +24,647   | 4          |
| 14       | Antonio Giovinazzi | Sauber-Ferrari       | 2:15,281   | +24,790   | 4          |
| 15       | Jolyon Palmer      | Renault              | idő nélkül | −         | 3          |
| 16       | Sebastian Vettel   | Ferrari              | idő nélkül | −         | 2          |
| 17       | Kimi Räikkönen     | Ferrari              | idő nélkül | −         | 1          |
| 18       | Esteban Ocon       | Force India-Mercedes | idő nélkül | −         | 2          |
| 19       | Sergio Pérez       | Force India-Mercedes | idő nélkül | −         | 3          |
| 20       | Lewis Hamilton     | Mercedes             | idő nélkül | −         | 2          |

### Második szabadedzés
A kínai nagydíj második szabadedzését április 7-én, pénteken délután (magyar idő szerint reggel 8:00-kor) tartották volna meg, ám a rendkívül rossz időjárási viszonyok miatt a szabadedzés végül elmaradt (ennek oka az volt, hogy a mentőhelikopter nem tudott volna szükség esetén leszállni a kórháznál).

### Harmadik szabadedzés
A kínai nagydíj harmadik szabadedzését április 8-án, szombaton délelőtt (magyar idő szerint reggel 6:00-kor) tartották.
| helyezés | versenyző          | csapat/motor         | elért idő | különbség | futott kör |
| -------- | ------------------ | -------------------- | --------- | --------- | ---------- |
| 1        | Sebastian Vettel   | Ferrari              | 1:33,336  | −         | 20         |
| 2        | Kimi Räikkönen     | Ferrari              | 1:33,389  | +0,053    | 19         |
| 3        | Valtteri Bottas    | Mercedes             | 1:33,707  | +0,371    | 26         |
| 4        | Lewis Hamilton     | Mercedes             | 1:33,879  | +0,543    | 25         |
| 5        | Felipe Massa       | Williams-Mercedes    | 1:34,773  | +1,437    | 23         |
| 6        | Max Verstappen     | Red Bull-TAG Heuer   | 1:34,946  | +1,610    | 20         |
| 7        | Daniel Ricciardo   | Red Bull-TAG Heuer   | 1:35,092  | +1,756    | 23         |
| 8        | Lance Stroll       | Williams-Mercedes    | 1:35,182  | +1,846    | 24         |
| 9        | Jolyon Palmer      | Renault              | 1:35,192  | +1,856    | 21         |
| 10       | Carlos Sainz Jr.   | Toro Rosso-Renault   | 1:35,223  | +1,887    | 24         |
| 11       | Nico Hülkenberg    | Renault              | 1:35,449  | +2,113    | 22         |
| 12       | Kevin Magnussen    | Haas-Ferrari         | 1:35,521  | +2,185    | 22         |
| 13       | Sergio Pérez       | Force India-Mercedes | 1:35,526  | +2,290    | 20         |
| 14       | Romain Grosjean    | Haas-Ferrari         | 1:35,680  | +2,344    | 22         |
| 15       | Danyiil Kvjat      | Toro Rosso-Renault   | 1:35,804  | +2,468    | 23         |
| 16       | Esteban Ocon       | Force India-Mercedes | 1:35,811  | +2,475    | 24         |
| 17       | Fernando Alonso    | McLaren-Honda        | 1:35,912  | +2,576    | 17         |
| 18       | Marcus Ericsson    | Sauber-Ferrari       | 1:36,063  | +2,727    | 25         |
| 19       | Stoffel Vandoorne  | McLaren-Honda        | 1:36,221  | +2,885    | 21         |
| 20       | Antonio Giovinazzi | Sauber-Ferrari       | 1:36,705  | +3,369    | 24         |

## Időmérő edzés
A kínai nagydíj időmérő edzését április 8-án, szombaton (magyar idő szerint délelőtt 9:00-kor) tartották.
| helyezés              | rajtszám | versenyző          | csapat/motor         | 1. rész  | 2. rész    | 3. rész  | rajthely | futott kör |
| --------------------- | -------- | ------------------ | -------------------- | -------- | ---------- | -------- | -------- | ---------- |
| 1                     | 44       | Lewis Hamilton     | Mercedes             | 1:33,333 | 1:32,406   | 1:31,678 | 1        | 13         |
| 2                     | 5        | Sebastian Vettel   | Ferrari              | 1:33,078 | 1:32,391   | 1:31,864 | 2        | 15         |
| 3                     | 77       | Valtteri Bottas    | Mercedes             | 1:33,684 | 1:32,552   | 1:31,865 | 3        | 14         |
| 4                     | 7        | Kimi Räikkönen     | Ferrari              | 1:33,341 | 1:32,181   | 1:32,140 | 4        | 15         |
| 5                     | 3        | Daniel Ricciardo   | Red Bull-TAG Heuer   | 1:34,041 | 1:33,546   | 1:33,033 | 5        | 12         |
| 6                     | 19       | Felipe Massa       | Williams-Mercedes    | 1:34,205 | 1:33,759   | 1:33,507 | 6        | 14         |
| 7                     | 27       | Nico Hülkenberg    | Renault              | 1:34,453 | 1:33,636   | 1:33,580 | 7        | 16         |
| 8                     | 11       | Sergio Pérez       | Force India-Mercedes | 1:34,657 | 1:33,920   | 1:33,706 | 8        | 15         |
| 9                     | 26       | Danyiil Kvjat      | Toro Rosso-Renault   | 1:34,440 | 1:34,034   | 1:33,719 | 9        | 17         |
| 10                    | 18       | Lance Stroll       | Williams-Mercedes    | 1:33,986 | 1:34,090   | 1:34,220 | 10       | 18         |
| 11                    | 55       | Carlos Sainz Jr.   | Toro Rosso-Renault   | 1:34,567 | 1:34,150   |          | 11       | 11         |
| 12                    | 20       | Kevin Magnussen    | Haas-Ferrari         | 1:34,942 | 1:34,164   |          | 12       | 12         |
| 13                    | 14       | Fernando Alonso    | McLaren-Honda        | 1:34,499 | 1:34,372   |          | 13       | 11         |
| 14                    | 9        | Marcus Ericsson    | Sauber-Ferrari       | 1:34,892 | 1:35,046   |          | 14       | 15         |
| 15                    | 36       | Antonio Giovinazzi | Sauber-Ferrari       | 1:34,963 | idő nélkül |          | 18[1]    | 8          |
| 16                    | 2        | Stoffel Vandoorne  | McLaren-Honda        | 1:35,023 |            |          | 15       | 6          |
| 17                    | 8        | Romain Grosjean    | Haas-Ferrari         | 1:35,223 |            |          | 19[2]    | 6          |
| 18                    | 30       | Jolyon Palmer      | Renault              | 1:35,279 |            |          | 20[2]    | 6          |
| 19                    | 33       | Max Verstappen     | Red Bull-TAG Heuer   | 1:35,433 |            |          | 16       | 7          |
| 20                    | 31       | Esteban Ocon       | Force India-Mercedes | 1:35,496 |            |          | 17       | 8          |
| 107%-os idő: 1:39,593 |          |                    |                      |          |            |          |          |            |

Megjegyzés:
- ↑ 1:  — Antonio Giovinazzi autójában az időmérő edzésen történt balesetét követően sebességváltót kellett cserélni, ezért 5 rajthelyes büntetést kapott.[5]
- ↑ 2:  — Romain Grosjean és Jolyon Palmer nem lassítottak le eléggé sárga zászló hatálya alatt, Giovinazzi balesetekor, ezért 5-5 rajthelyes büntetést kaptak.[6]

## Futam
A kínai nagydíj futama április 9-én, vasárnap (magyar idő szerint reggel 8:00-kor) rajtolt.
| helyezés | rajtszám | versenyző          | csapat/motor         | futott kör | idő/kiesés oka  | rajthely | abroncs | pont |
| -------- | -------- | ------------------ | -------------------- | ---------- | --------------- | -------- | ------- | ---- |
| 1        | 44       | Lewis Hamilton     | Mercedes             | 56         | 1:37:36,158     | 1        |         | 25   |
| 2        | 5        | Sebastian Vettel   | Ferrari              | 56         | +6,250          | 2        |         | 18   |
| 3        | 33       | Max Verstappen     | Red Bull-TAG Heuer   | 56         | +45,192         | 16       |         | 15   |
| 4        | 3        | Daniel Ricciardo   | Red Bull-TAG Heuer   | 56         | +46,035         | 5        |         | 12   |
| 5        | 7        | Kimi Räikkönen     | Ferrari              | 56         | +48,076         | 4        |         | 10   |
| 6        | 77       | Valtteri Bottas    | Mercedes             | 56         | +48,808         | 3        |         | 8    |
| 7        | 55       | Carlos Sainz Jr.   | Toro Rosso-Renault   | 56         | +1:12,893       | 11       |         | 6    |
| 8        | 20       | Kevin Magnussen    | Haas-Ferrari         | 55         | +1 kör          | 12       |         | 4    |
| 9        | 11       | Sergio Pérez       | Force India-Mercedes | 55         | +1 kör          | 8        |         | 2    |
| 10       | 31       | Esteban Ocon       | Force India-Mercedes | 55         | +1 kör          | 17       |         | 1    |
| 11       | 8        | Romain Grosjean    | Haas-Ferrari         | 55         | +1 kör          | 19       |         |      |
| 12       | 27       | Nico Hülkenberg    | Renault              | 55         | +1 kör          | 7        |         |      |
| 13       | 30       | Jolyon Palmer      | Renault              | 55         | +1 kör          | 20       |         |      |
| 14       | 19       | Felipe Massa       | Williams-Mercedes    | 55         | +1 kör          | 6        |         |      |
| 15       | 9        | Marcus Ericsson    | Sauber-Ferrari       | 55         | +1 kör          | 14       |         |      |
| ki       | 14       | Fernando Alonso    | McLaren-Honda        | 33         | felfüggesztés   | 13       |         |      |
| ki       | 26       | Danyiil Kvjat      | Toro Rosso-Renault   | 18         | hidraulika      | 9        |         |      |
| ki       | 2        | Stoffel Vandoorne  | McLaren-Honda        | 17         | üzemanyagnyomás | 15       |         |      |
| ki       | 36       | Antonio Giovinazzi | Sauber-Ferrari       | 3          | baleset         | 18       |         |      |
| ki       | 18       | Lance Stroll       | Williams-Mercedes    | 0          | ütközés         | 10       |         |      |

## A világbajnokság állása a verseny után
| H   | Versenyzők       | Pont | H   | Konstruktőrök        | Pont |
| --- | ---------------- | ---- | --- | -------------------- | ---- |
| 1.  | Sebastian Vettel | 43   | 1.  | Mercedes             | 66   |
| 2.  | Lewis Hamilton   | 43   | 2.  | Ferrari              | 65   |
| 3.  | Max Verstappen   | 25   | 3.  | Red Bull-TAG Heuer   | 37   |
| 4.  | Valtteri Bottas  | 23   | 4.  | Toro Rosso-Renault   | 12   |
| 5.  | Kimi Räikkönen   | 22   | 5.  | Force India-Mercedes | 10   |
| 6.  | Daniel Ricciardo | 12   | 6.  | Williams-Mercedes    | 8    |
| 7.  | Carlos Sainz Jr. | 10   | 7.  | Haas-Ferrari         | 4    |
| 8.  | Felipe Massa     | 8    | 8.  | Renault              | 0    |
| 9.  | Sergio Pérez     | 8    | 9.  | Sauber-Ferrari       | 0    |
| 10. | Kevin Magnussen  | 4    | 10. | McLaren-Honda        | 0    |

(A teljes táblázat)

## Statisztikák
- Vezető helyen:
  - Lewis Hamilton: 56 kör (1-56)
- Lewis Hamilton 63. pole-pozíciója, 54. futamgyőzelme és 32. versenyben futott leggyorsabb köre, ezzel pedig 11. mesterhármasa és 3. Grand Cheleme.
- A Mercedes 65. futamgyőzelme.
- Lewis Hamilton 106., Sebastian Vettel 88., Max Verstappen 8. dobogós helyezése.